# Tiszakóród
Tiszakóród község Szabolcs-Szatmár-Bereg vármegyében, a Fehérgyarmati járásban.

## Fekvése
Szabolcs-Szatmár-Bereg vármegye keleti csücskében, a Tisza partján fekvő település. Tiszabecs 11 km, Milota 8 km, Tiszacsécse 5 km, Szatmárcseke 9 km, Vásárosnamény 38 km,  Nagyar 17 km, Fehérgyarmat 24 km távolságra található.
A falutól nyugati irányban található a Túr folyó. Itt ömlik a Túr vize a Tiszába. A hely érdekessége, hogy a sokszor nagyon magas vízállású Tisza miatt a Túr folyó vizét néhány méter magas, úgynevezett bukógáton keresztül engedik a Tiszába, hogy magas vízállásaikor a Tisza vissza ne duzzassza a Túr vizét, ami így vízesésként ömlik le. A bukógát melletti diófaligetek, s a vízesésként ömlő Túr nyáron a környék kedvelt kiránduló és fürdőzőhelye.

## Nevének eredete
A település nevét a magyar Kóró, vagyis száraz, kemény növényi szár (kóró) d- képzős alakja-ból nyerte.

## Története
A település és környéke ősidők óta lakott helynek számít, amire a határában található több őskori őrhalom is bizonyít.
Nevét 1334-ben Chorod, 1415-ben már Korod alakban írták.  A falu ősi birtokosa a Kusaly család volt. A 14. században a Kölcseyeknek is volt itt birtoka, melyre 1344-ben a család új adományt kapott.
1488-ban birtokaik egy részét a perényieknek adták el. 1550-ben Kórod-ot a Rozsályi Kúnok szerezték meg, és azt a rozsályi uradalomhoz csatolták.
Mikor Rozsályi Kún Annát Barkóczy László nőül vette, vele a települést is megkapta, majd az ő unokája a Kende Mihály felesége lett, s ettől a Kende család lett ura.
A 19. század elején a Kende családon kívül birtoka volt itt még a gr. Rédey, Bay, Ormós, Bessenyey, Kölcsey, Tholnay, Jármi, Uketyevity, Csiszár, Sántha, Kálnási, Nyeviczkey, Uray családoknak is.
A 20. század elején nagyobb birtokosa Kende Zsigmond volt.
Fényes Elek történeti földrajzában leírta, hogy az árvizek miatt sokat szenvedő Tisza partján fekvő települést az ár sokszor elmosta, így kénytelen volt egyre távolabb költözni eredeti helyétől. A 19. század közepén még látható volt a régi falu maradványa a Burgundia nevű részen.

## Közélete

### Polgármesterei
- 1990–1994: Gyulai Gáspár (független)[3][4]
- 1994–1998: Gyulai Gáspár (független)[5][6]
- 1998–2002: Gyulai Gáspár (független)[7][8]
- 2002–2006: Gyulai Gáspár (független)[9][10]
- 2006–2008: Gyulai Gáspár (független)[11][12]
- 2008–2010: Károlyi Kálmán (független)[13]
- 2010–2012: Károlyi Kálmán (független)[14]
- 2014–2019: Károlyi Kálmán (független)[15][16]
- 2019–2024: Dr. Kósa Péter (független)[17]
- 2024– : Papp Ágota (független)[1]

A településen 2008. július 6-án időközi polgármester-választást kellett tartani, mert az addigi faluvezetőnek megszűnt ezen pozíciója, a polgármesteri tisztséggel összefüggő bűncselekmény miatt. Gyulai Gáspárt folytatólagosan elkövetett hűtlen kezelés, hivatalos személy által elkövetett közokirat-hamisítás, folytatólagosan elkövetett hivatali visszaélés, folytatólagosan elkövetett jogosulatlan gazdasági előny megszerzésének bűntettében, valamint folytatólagosan elkövetett magánokirat-hamisítás vétségében mondta ki bűnösnek – még 2007 szeptemberében – a Debreceni Ítélőtábla, és mindezekért pénzbüntetést szabott ki a településvezetőre. Az időközi választáson való indulásra viszont jogosult maradt, amely lehetőséggel élt is, ám 25,05 %-os eredményével három jelölt közül csak a második helyet tudta megszerezni, korábbi alpolgármesterével szemben.

## Népesség
A település népességének változása:
| Lakosok száma | 740  | 749  | 771  | 739  | 725  | 723  | 720  |
|               | 2013 | 2014 | 2015 | 2021 | 2022 | 2023 | 2024 |

2001-ben a település lakosságának 92%-a magyar, 8%-a cigány nemzetiségűnek vallotta magát.
A 2011-es népszámlálás során a lakosok 91,1%-a magyarnak, 13,1% cigánynak, 0,4% ukránnak mondta magát (8,9% nem nyilatkozott; a kettős identitások miatt a végösszeg nagyobb lehet 100%-nál). A vallási megoszlás a következő volt: római katolikus 6,2%, református 72%, görögkatolikus 3%, felekezeten kívüli 2,4% (11,1% nem válaszolt).
2022-ben a lakosság 89,5%-a vallotta magát magyarnak, 3,3% cigánynak, 1,1% ukránnak, 0,3% egyéb, nem hazai nemzetiségűnek (10,5% nem nyilatkozott; a kettős identitások miatt a végösszeg nagyobb lehet 100%-nál). Vallásuk szerint 2,6% volt római katolikus, 50,8% református, 3,2% görög katolikus, 1% egyéb keresztény, 0,1% evangélikus, 2,8% felekezeten kívüli (38,8% nem válaszolt).

## Nevezetességei
- Református templom – a 15. században épült, műemlék épület. A 18. század közepén barokk stílusban alakították át. Tornya a 19. század végén készült.
- A Túr folyó ún. Nagybukó gátja – melyen keresztül vízesésként ömlik a folyó vize a Tiszába – és a mellette levő diófaliget a környék híres és kedvelt kiránduló- és fürdőhelye.

## Itt születtek, itt éltek
- Itt született 1915-ben Woynárovich Elek - Széchenyi-díjas hidrobiológus, a Debreceni Egyetem Díszdoktora.
- Itt született 1943-ban Kálnási Árpád - kandidátus, nyugalmazott egyetemi docens.
- Itt született 1975-ben Káli-Horváth Kálmán - festőművész, irodalmár, riporter.

## Külső hivatkozások
- Tiszakóród az utazom.com honlapján
- Fényes Elek: Magyarország Történeti földrajza
- Szatmár vármegye. In  Magyarország vármegyéi és városai: Magyarország monografiája. A magyar korona országai történetének, földrajzi, képzőművészeti, néprajzi, hadügyi és természeti viszonyainak, közművelődési és közgazdasági állapotának encziklopédiája. Szerk. Borovszky Samu. Budapest: Országos Monografia Társaság. 1908.